# Strategic Simulations
Strategic Simulations公司（SSI）是一間電子遊戲開發公司，自從1979年成立至今已經獲得超過百項的獎項。它開發的許多戰爭遊戲尤其受到矚目，包括著名的装甲元帅系列。在1994年，SSI被Mindscape買下，一度成為美泰兒的一部份，最後在2001年1月成為育碧軟體的一部份。

## 外部連結
- Strategic Simulations, Inc.（页面存档备份，存于），MobyGames上的資料。
- SSI 的歷史（页面存档备份，存于）